# Cantó d'Aussun
El cantó d'Aussun és un cantó francès del departament dels Alts Pirineus, situat al districte de Tarba. Té 17 municipis i el cap cantonal és Aussun.

## Municipis
- Luei
- Averan
- Asereish
- Barri
- Benac
- Gardèras
- Hibarèta
- Julhan
- Era Marca
- Lana
- Lairiça
- Locrup
- Luquet
- Aurinclas
- Aussun
- Seron
- Bisquèr

## Història
| Data d'elecció                           | Identitat     | Partit | Qualitat |
| ---------------------------------------- | ------------- | ------ | -------- |
| 1985-1992                                | Hubert Peyou  | MRG    |          |
| 1992-1998                                | Pierre Châ    | UDF    |          |
| 1998-                                    | Robert Vignes | PRG    |          |
| les dades anteriors no són pas conegudes |               |        |          |
|                                          |               |        |          |

## Demografia
| 1962  | 1968  | 1975  | 1982  | 1990   | 1999   | 2006   |
| ----- | ----- | ----- | ----- | ------ | ------ | ------ |
| 7.800 | 8.002 | 8.348 | 9.830 | 10.867 | 11.313 | 12.155 |